# Tongariro
Tongariro este un vulcan de pe insula de nord a Noii Zeelande în Parcul Național Tongariro. El are altitudinea de 1.968 m deasupra n.m. și se află situat la ca. 20 de km de Lacul Taupo. Prima eruție a avut loc în urmă cu circa 260.000 de ani,  la sud se află un vulcan vecin mai tânăr, Ngauruhoe cu o strucură geologică asemănătoare. Pe munte se pot întâlni numeroase fumarole, lacuri vulcanice (Emerald Lakes) restul rămas din craterul vulcanului este mărturia erupțiilor masive. Parcul național care cuprinde cei trei vulcani vecini a fost declarat în anul 1894 iar în anul 1990 regiunea este declarată patrimoniu mondial UNESCO.